# 西王母 (能剧)
《西王母》（日语：／ Seioubo、saiōbo）是日本的一出能剧剧目，取材于《唐物语》。作者不详。该剧属于一番目物女神物（胁能物），共两场。现今上演流派包括观世流、宝生流、金春流、金刚流、喜多流。

## 剧情

### 前段
一女子向周穆王奏明：“每三千年开花结果一次的桃树所结果已熟，此乃帝王威德所赐。”并献上桃花枝，穆王听闻这仙桃是西王母的蟠桃园之宝，十分高兴，并感叹如果能再次见到仙女也是不可思议的事。于是女子说明自己就是西王母化身，现将上天取桃，说完就飞上天去。

### 后段
穆王马上令人奏起管絃等候西王母降临。不久由侍女簇拥着的西王母登场，身边伴随有孔雀、鳳凰、迦陵頻伽飞舞，向穆王献上仙桃，然后翩然起舞。 